# Jon Hall (informatyk)
Jon „Maddog” Hall (ur. 7 sierpnia 1950) – amerykański informatyk. Od 1995 dyrektor wykonawczy Linux International, organizacji non-profit zrzeszające firmy IT, które rozwijają i wspierają system Linux.
Hall zasiada w radach nadzorczych wielu różnych firm oraz organizacji niekomercyjnych. Często uznawany jest za nieformalnego lidera ruchu open source. Napisał wiele artykułów, opracowań i esejów na temat Linuksa i wolnego oprogramowania. Jest współautorem książki Red Hat Linux dla opornych.
Studiował w Rensselaer Polytechnic Institute oraz na Uniwersytecie Drexela. Przezwisko Maddog („wściekły pies”) nadali mu studenci, gdy ten pełnił funkcję szefa działu informatyki w Hartford State Technical College.
Podczas swojej trzydziestoletniej kariery zawodowej Hall pracował jako programista, projektant systemów, administrator, menedżer produktu oraz konsultant firm oraz instytucji rządowych. Pracował m.in. dla Western Electric Corporation, Aetna Life and Casualty, Bell Laboratories, Digital Equipment Corporation oraz VA Linux Systems.
W czerwcu 2012 we wpisie na łamach Linux Magazine, poświęconym pamięci Alana Turinga, Hall upublicznił informację, że jest gejem.